# Vera Hartegg
Vera Hartegg, nacida Vera Elvira Weiß (Estrasburgo, *28 de mayo de 1902 - †1 de octubre de 1981), fue una actriz alemana durante los años 30 y 40 que participó en numerosos films de propaganda. Se casó con Konstantin Hierl, líder de la Reichsarbeitsdienst (RAD) durante la Alemania nazi. Su actuación más destacada fue en la película del director Eduard von Borsody, Wunschkonzert (1940), un film calificado como "políticamente valioso" por el Reich.

## Filmografía
- 1941, Der Siebente Junge
- 1940, Wunschkonzert
- 1940, Der Feuerteufel
- 1939, Befreite Hände
- 1939, Eine Frau wie Du
- 1939, Grenzfeuer
- 1938, Kleines Bezirksgericht
- 1938, Asszony a válaszúton
- 1937, Wiener Modell
- 1936, Soldaten - Kameraden
- 1936, Die Klugen Frauen
- 1935, Alles weg'n dem Hund

## Series de televisión
- 1955, Die Galerie der großen Detektive